# أنجيلا هتلر
أنجيلا فرانزيسكا جوانا هاميتش وتُعرف أكثر باسم أنجيلا هتلر (بالألمانية: Angela Hitler) ولدت في 28 يوليو 1883 وتوفيت في 30 تشرين الأول/أكتوبر 1949، هي أخت غير شقيقة للزعيم النازي أدولف هتلر.

## النشأة
ولدت أنجيلا هتلر في براوناو آم إن بالإمبراطورية النمساوية المجرية وهي الطفل الثاني لألويس هتلر من زوجته الثانية فرانزيسكا ماتزيلسبرغ (بالألمانية: Franziska Matzelsberger). توفيت والدتها في العام التالي من ولادتها فترتب رفقة أخيها ألويس هتلر الابن على يد أبيها وزوجته الثالثة كلارا هتلر.
يُعد أدولف هتلر الذي ولد بعدها بست سنوات أخا غير شقيق لها، وقد قيل أنهما ترعرعا في وسط مشترك وكانا متقاربين إلى حد كبير وما يُؤكد هذا هو ذكرها (من بين باقي شقيقاتها) في كتاب هتلر المعنون تحت كفاحي.
توفي والد أنجيلا في عام 1903 أما زوجة والده فقد توفيت في عام 1907 وتركت لها إرثا صغيرا. في 14 أيلول/سبتمبر 1903 تزوجت من ليو روبال (11 حزيران/يونيو 1879 – 10 آب/أغسطس 1910) وقد كان مفتش ضرائب وأنجبت منه ابنا في 12 تشرين الأول/أكتوبر 1906 سُمي ليو الابن. في 4 حزيران/ يونيو عام 1908 أنجبت أنجيلا ثاني أطفالها؛ وكانت هذه المرة فتاة سُميت باسم جيلي ثم في عام 1910 أنجبت ابنتها الثانية التي سُميت باسم إلفريدي (10 كانون الثاني/يناير 1910 – 24 أيلول/سبتمبر 1993). توفي زوجها عام 1910.

### قضايا مثيرة للجدل
انتقلت أنجيلا إلى فيينا بعد الحرب العالمية الأولى وكان والتر لانغر معد تقارير الحرب والذي يُوصف بعقل أدولف هتلر قد ذكر حسب ما جاء في وثائق مكتب الخدمات الاستراتيجية أن هتلر يُؤمن بقدرات أنجيلا (في هذه الفترة فقط) ويصفها بأنها «سيدة أنيقة وشخص كادح». وقد قيل إن أنجيلا أصبحت مديرة في أكاديمية يهودية تُدرس فيها الطلاب اليهود حيث كانت تُدافع عنهم وتُوضح لهم مبدأ معاداة السامية وتحاول حمايتهم من مثيري الشغب إلا أن كل هذا لم يتم تأكيده.
وفقا للانغر فإن: «بعض المخبرين كانوا على يقين تام خلال تلك الفترة أن أنجيلا تدافع عن الطلاب اليهود وتصد مختلف الهجمات التي طالتهم كما فعلت ذلك في عدة مناسبات ... كانت تستعين بفلاحين وأشخاص أقوياء للدفاع عن الطلاب اليهود وكانت قادرة على القيام بهذا بشكل "جيد"»
انقطعت علاقة أنجيلا بهتلر لمدة عشر سنوات حيث لم تسمع عنه أي خبر طوال تلك الفترة، وفي عام 1919 حاول هتلر نفسه إعادة إحياء صلة الرحم معها والتقرب منها لكن هذا لم يحصل لسبب من الأسباب. 
في عام 1924، مر أدولف بأوقات عصيبة وقد وصل الخبر لأنجيلا التي غادرت فيينا في اتجاه لاندسبيرغ في زيارة له وللتأكد من حالته. وفي عام 1928 انتقلت رفقة جيلي إلى البرغهوف بالقرب من بيرتشسغادن حيث أصبحت مدبرة منزل هتلر؛ لكنها عانت عام 1931 حيث اتهمت بأنها كانت سببا في وفاة جيلي التي انتحرت دون سبب واضح.
واصلت أنجيلا العمل في منزل هتلر بعد انتحار جيلي ويُشار إلى أنها كانت رافضة وبشدة للعلاقة التي تجمع بين هتلر وإيفا براون أما السبب فيبقى مجهولا. عقب تأزم علاقتها مع هتلر غادرت أنجيلا بيرشتسغادن صوب درسدن واستقرت هناك.

### الزواج
في 18 شباط/فبراير 1936 تزوجت أنجيلا من المهندس البروفيسور مارتن هاميتش (22 أيار/مايو 1878 – 12 مايو 1945) الذي صمم مبنى منصع السجائر الشهير ينيدزا في مدينة دريسدن والذي أصبح فيما بعد مدير مدرسة في نفس المدينة.
في 26 حزيران/يونيو 1936 عاد الزوجان إلى باساو واقتنيا منزلا قرب نهر وعاشا معا هناك حسب ما جاء في أرشيف صحيفة محلية.

### بعد الحرب
لم تكن علاقة هتلر بعائلته جيدة إلى حد ما؛ فالبيانات والوثائق التي تم جمعها من الاستخبارات التابعة لألمانيا النازية عقب نهاية الحرب العالمية الثانية تُؤكد على أن هتلر لم يكن يُحب أخته غير الشقيقة أنجيلا وقد وصفها في بعض الأحيان «بالغبية»، ومع ذلك فنفس الوثائق تؤكد على أن أدولف كان يتحدث أحيانا إلى أنجيلا لكنه لم يكن يُخبرها عنه ولا بما يقوم به ولا يُطلعها على أي من أسراره لذلك فأنجيلا نفسها لم تكن تعرف أي شيء عن الهولوكوست.
ماتت أنجيلا هتلر في 30 تشرين الأول/أكتوبر 1949 جراء سكتة دماغية ألمت بها وهي في مدينة هانوفر في ألمانيا.

## الأسرة
ابن أنجيلا هو ليو الابن وقد رُزقت منه بحفيد يُدعى بيتر (ولد عام 1931) وهو مهندس متقاعد يعيش في لينز بالنمسا. أما ابنتها إلفريدي فقد تزوجت من المحامي والدكتور الألماني إرنست هوشغار في 27 يونيو 1937 في دوسلدورف؛ وقد رُزقا أيضا بابن واحد سمي بـ هاينر هوشغار الذي ولد في كانون الثاني/يناير 1945.